# Pilatus P-3
Пилатус P-3 (англ. Pilatus P-3) — швейцарский одномоторный учебно-тренировочный самолёт, созданный в 1953 году авиастроительной компанией Pilatus Aircraft. Модель является свободнонесущим цельнометаллическим низкопланом, оснащенным убирающимся трехколёсным шасси.
Первый прототип поднялся в воздух 3 сентября 1953 года.
ВВС Швейцарии заказали 72 экземпляра, а ВМС Бразилии 6 самолётов. ВВС Швейцарии использовали самолёт в качестве учебно-тренировочного вплоть до 1983 года. В 1993—1995 годах 65 самолётов были проданы в частные руки.

## Тактико-технические характеристики
Источник данных: 

Технические характеристики
- Экипаж: 2 человека, инструктор и обучаемый
- Длина: 8.75 м
- Размах крыла: 10.40 м
- Высота: 3.05 м
- Площадь крыла: 16.50 м2
- Масса пустого: 1090 кг
- Масса снаряжённого: 1500 кг
- Нормальная взлётная масса: 1415
- Максимальная взлётная масса: 1530 кг
- Силовая установка: 1 ×  Lycoming O-435
- Мощность двигателей: 1 × 240 л.с. (1 × 180 кВт)

Лётные характеристики
- Максимальная скорость: 310 км/ч
- Крейсерская скорость: 255 км/ч
- Скорость сваливания: 100 км/ч
- Практическая дальность: 650 км
- Практический потолок: 5500 м
- Скороподъёмность: 7 м/с
- Нагрузка на крыло: 90.6 кг/м2